# نادي اليقظة (العراق)
نادي اليقظة الرياضي هو فريق كرة قدم عراقي مقره في القادسية، يلعب في الدوري العراقي الدرجة الثالثة.

## روابط خارجية
- نادي اليقظة على موقع Goalzz.com
- أندية العراق - تواريخ التأسيس